# Pelagornithidae indeterminado morfotipo 2
Restos identificados como Pelagornithidae indeterminado morfotipo 2 pertenecientes a una enorme especie de ave marina extinta que habitó las aguas antárticas y que estaba relacionada al género Pelagornis fueron descubiertos en estratos adscriptos al Eoceno Medio en la Formación La Meseta, en la isla Seymour o isla Marambio, en la península Antártica. Poseía una envergadura alar superior a los 6,40 metros, lo que la convertiría en el ave voladora más grande hasta ahora descubierta.

## Taxonomía
Este taxón indeterminado fue dado a conocer en el año 2016 por los paleontólogos argentinos Marcos Cenizo —de la División Paleontología del Museo de Historia Natural de la Provincia de La Pampa—, Carolina Acosta Hospitaleche —de la Fundación de Historia Natural Félix de Azara, Departamento de Ciencias Naturales y Antropología, CEBBAD, Universidad Maimónides— y Marcelo A. Reguero —integrante del Instituto Antártico Argentino y de la División Paleontología de Vertebrados, Museo de La Plata, Facultad de Ciencias Naturales y Museo (Universidad Nacional de La Plata)—.
Fue denominado: Pelagornithidae indeterminado morfotipo 2, adjudicándole los siguientes materiales: MLP 08-XI-30-42 y MLP 78-X-26-1.
Está representado por un húmero incompleto de 850 mm de longitud total, el cual carece de su extremo proximal. La longitud de esta pieza es algo mayor que la correspondiente a Pelagornis chilensis (de 821 mm) y a Pelagornis sandersi (de 810 mm), las especies que eran consideradas las aves con mayor envergadura alar de la que se tenía registro, por lo que se cree que el ave antártica la superaba en tamaño.
Fue hallado en el año 2014 en proximidades de la base argentina Marambio por un equipo de paleontólogos perteneciente al Museo de Ciencias Naturales de La Pampa. A comienzos del año 2016 fueron encontrados restos de su mandíbula, lo que permite aumentar el conocimiento que se tiene sobre esta ave gigante.
Fue exhumado de estratos correspondientes a la Formación La Meseta con una edad asignada entre las divisiones de la escala temporal geológica conocidas como Bartoniense y Priaboniense —alrededor de 37,8 Ma—(Eoceno Medio).

## Características
Es el ave voladora de mayor tamaño conocida, con una envergadura alar superior a la de 6,40 metros que era la de la que anteriormente se tomaba como la más grande (P. sandersi). Parada medía más de 2 metros de alto. Sus huesos eran muy livianos por lo que, teniendo en cuenta su enorme tamaño, su peso total era notablemente bajo, alcanzaría solo entre 30 y 35 kilos como máximo. La forma que tenían en sus alas les permitía realizar prolongados planeos y así atravesar  grandes superficies oceánicas.

## Costumbres
A comienzos del Eoceno, hace 50 millones de años, la temperatura de los océanos era más cálida que la actual, lo que habría generado una gran productividad biológica en los mares australes. Este abundante alimento permitió que los pelagornítidos y los pingüinos desarrollaran tamaños gigantescos. Se cree que se agrupaban en colonias en pequeñas islas alejadas de predadores, de manera similar a los hábitos que hoy se observan en los albatros.